# استالین (گروه موسیقی)
استالین (انگلیسی: The Stalin) یک گروه پانک راک ژاپنی بود که در ژوئن ۱۹۸۰ توسط رهبر و خواننده میچیرو اندو تشکیل شد.